# الحلقوم (فلسطين)
الحلقوم  قرية فلسطينية من قرى الضفة الغربية، في محافظة بيت لحم وقد وقعت تحت الاحتلال الإسرائيلي في حرب 1967 ولكنها الآن تتبع السلطة الوطنية الفلسطينية.لها مجلس قروي.
تقع ضمن تجمع إداري تابع لبلدة تقوع ويضم التجمع مع قرية الحلقوم، خربة الدير وخربة تقوع.

## مصدر
1. ↑  "عدد السكان المقدر في منتصف العام لمحافظة بيت لحم حسب التجمع 2017-2021". www.pcbs.gov.ps. مؤرشف من الأصل في 2023-12-08. اطلع عليه بتاريخ 2023-12-08.
2. ↑  "دليل بلدة تقوع" (PDF). مركز الأبحاث. اطلع عليه بتاريخ 2025-03-23.